# 新宿警察署
新宿警察署（しんじゅくけいさつしょ）は、警視庁が管轄する警察署の一つ。第四方面本部所属。署員数700名以上。日本最大の警察署。署長は警視正。
新宿区の西部を管轄している。その管轄には日本一の歓楽街・歌舞伎町や、一日平均70万人以上が行き交う新宿駅などが含まれている。警視庁警察署でも群を抜いて警察官の人数が多い。
識別章所属表示はPD。車両の対空表示は「宿」。

## 所在地
- 東京都新宿区西新宿六丁目1番1号
  - 最寄駅：東京メトロ丸ノ内線西新宿駅

## 管轄区域
主に旧淀橋区南部の内、淀橋町と大久保町だった地域を管轄。
新宿区
- 新宿三丁目の一部（15・17番の各一部、18番から29番、31番の一部、33番から38番）、五丁目の一部（12番から14番の各一部、18番の一部）、六・七丁目
  - （新宿一・二丁目、前記以外の三丁目、四丁目、前記以外の五丁目は四谷警察署の管轄）
- 歌舞伎町一丁目（1番の一部を除く）、二丁目
  - （歌舞伎町一丁目の一部は四谷警察署の管轄）
- 西新宿一・二・三・四・五・六・七・八丁目（全域）
- 北新宿一・二・三・四丁目（全域）
- 百人町一・二・三丁目（百人町四丁目は戸塚警察署の管轄）
- 大久保一・二・三丁目（全域）
- 余丁町の一部（8番の一部。それ以外の余丁町は牛込警察署の管轄）

## 沿革
- 1875年（明治8年）…淀橋警察署を設置。
- 1923年（大正12年）4月1日…戸塚分署を新設（現在の戸塚警察署）
- 1969年（昭和44年）…淀橋警察署から現在の新宿警察署に名称変更。
- 1995年（平成7年）…現庁舎が完成。
- 2002年（平成14年）12月…鬼王神社前交番を大久保交番へ統廃合。

## 組織
- 地域課（地域総務係、地域第一係、地域第二係、地域第三係、地域第四係）
- 会計課（会計係、遺失物係）
- 警務課（警務係、教養係、厚生係）
- 警備課（警備係、災害対策係、公安係、外事係）
- 留置管理課（留置係）
- 交通課（交通総務係、交通執行係、交通捜査係、交通事故鑑識係）
- 生活安全課（生活安全総務係、生活安全経済係、保安係、少年係）
- 刑事課（刑事総務係、強行犯捜査係、知能犯捜査係、盗犯捜査係、鑑識係）
- 組織犯罪対策課（組織犯罪対策係、暴力団対策係、銃器薬物対策係）

他に、署庁舎内に第二機動捜査隊、第二自動車警ら隊、通訳センターの分駐所、警視庁職員信用組合新宿支店等がある。

## 交番

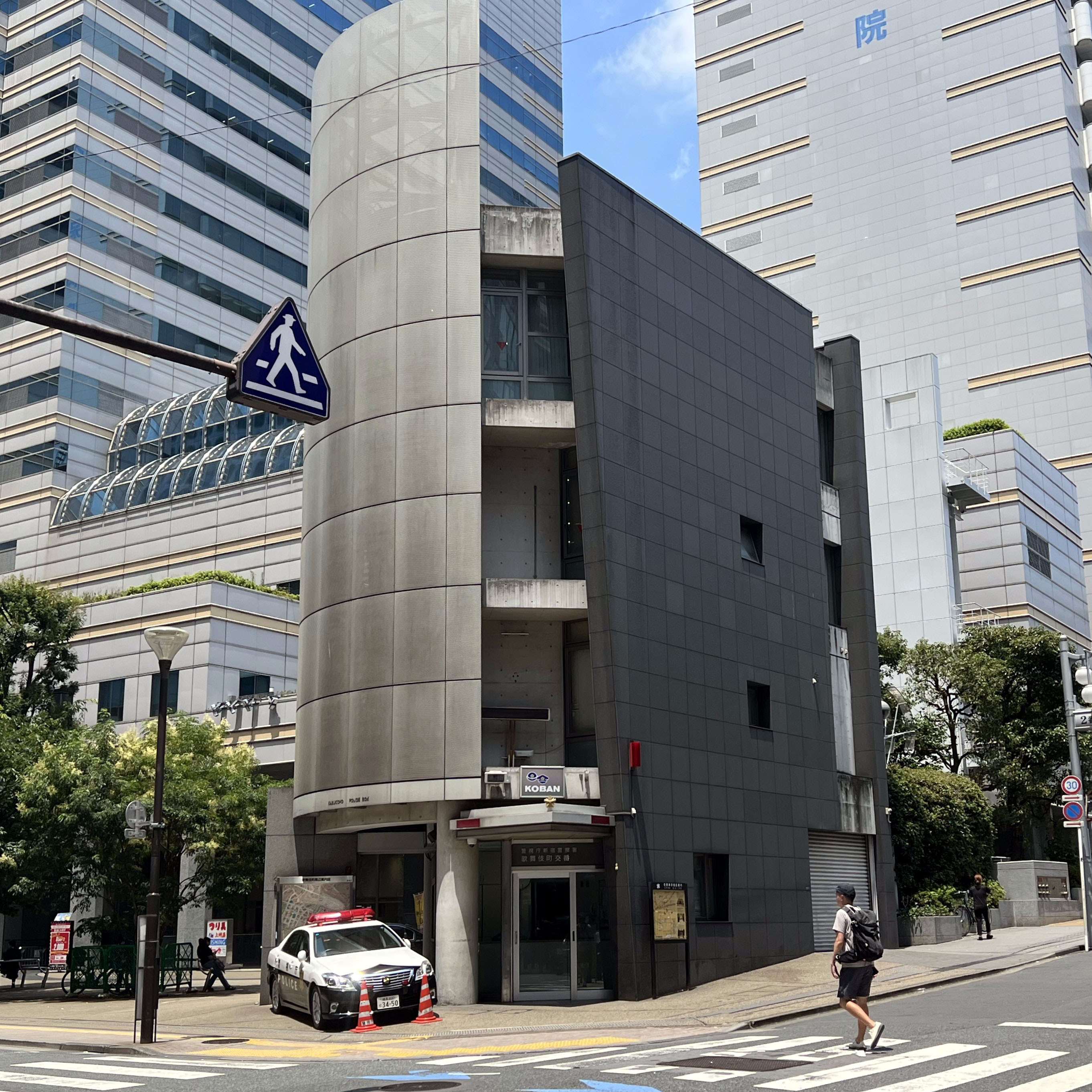
歌舞伎町交番

- 新宿駅東口交番（新宿区新宿三丁目38番1号） - ルミネエスト新宿の1F。
- 新宿駅西口交番（新宿区西新宿一丁目西口地下街1号）
- 百人町交番（新宿区百人町一丁目11番18号）
- 北新宿一丁目交番（新宿区北新宿一丁目36番3号）
- 大久保交番（新宿区大久保二丁目25番2号）
- 西新宿三丁目交番（新宿区西新宿三丁目7番17号） - 新宿パークタワーの敷地内。旧・角筈三丁目交番。
- 淀橋市場前交番（新宿区百人町三丁目30番1号）
- 熊野神社前交番（新宿区西新宿二丁目11番3号） - 新宿中央公園に隣接。
- 歌舞伎町交番（新宿区歌舞伎町二丁目44番2号）
  - 東京23区の警察署では珍しく交番専用のパトカーが配備されており、その名も歌舞伎号である（ただし新車ではなく、歴代交通機動隊から転属して来たトヨタ・クラウンを使用する）。
- 成子坂交番（新宿区西新宿六丁目7番45号） - 東京医科大学病院の敷地内。
- 新宿六丁目交番（新宿区新宿六丁目27番29号）

## 出来事
- 1978年9月6日 - 新宿西口派出所において署員の職務質問の仕方からトラブルとなり、派出所が100人以上の群衆に取り囲まれる騒ぎとなる[1]。
- 2018年3月19日、警視庁は、交際していた暴力団の組員に捜査情報を漏洩したとして、新宿署の女性巡査を地方公務員法違反の容疑で書類送検、また停職処分とした。同巡査は依願退職した。同巡査は組織犯罪対策課での業務中に組員と知り合い、2017年11月から交際を始めた。12月には組員からの要求で捜査状況を伝えていた。[2][3]
- 2019年8月18日午前10時40分頃、千代田区麴町6丁目の新宿通り（国道20号）四谷駅前交差点（北緯35度41分08秒 東経139度43分52秒 / 北緯35.685630度 東経139.731018度）を青信号で横断中の5歳男児を、同署所属の男性巡査部長が運転する緊急走行中のパトカーがはね、同男児は意識不明の重体であったが同年9月13日に死亡した。同巡査部長は自動車運転処罰法違反（過失運転致死）容疑で書類送検された。同パトカーには男性巡査長が同乗しており、薬物事件の被疑者の尿を鑑定するため警視庁本部（北緯35度40分38秒 東経139度45分09秒 / 北緯35.677201度 東経139.752487度）に向かっていた[4][5]。巡査部長は同罪で起訴され、2020年10月に東京地方裁判所から禁錮2年6月、執行猶予3年の有罪判決を言い渡された。同月9日に警視庁は巡査部長を減給100分の10（6カ月）の懲戒処分にし、巡査部長は同日、依願退職した[6]。
- 2020年4月、着任直後の新宿署長の警視正について、週刊文春が「不倫略奪婚」および「情実人事」疑惑を報じた。2021年2月、同警視正は署長の任を解かれ、警務部付となった。これは文春の記事と、2020年10月に同署で起きた「ベトナム人男性誤認逮捕事件」の影響だと関係者は見ている[7]。その後、同警視正は、東京から離れた警察庁近畿管区警察学校教務部長に異動となった。2023年春には警視庁に戻り、第十方面本部長に就任した[8]。
- 2020年10月25日、警視庁は、新宿署がホテル従業員のベトナム人男性を誤認逮捕したと発表した。同年8月22日に起きたドラッグストアでの万引き事件で、防犯カメラに映った人物が入ったホテルの関係者の証言から、10月20日にこの男性を窃盗容疑で逮捕した。しかし男性は容疑を否認。そこで映像を再確認すると、同僚のベトナム人男性であることがわかった。誤認逮捕された男性は21日に釈放、同僚は24日に逮捕された。[9]
- 2023年5月13日午前6時ごろ、同署来客用駐輪場で、同署地域課所属の30代男性巡査長が血を流して倒れているのを通行人が発見し、その後搬送先の病院で死亡が確認された。現場の状況などから巡査長は飛び降り自殺を図ったとみられる[10]。